# Mukaczewo-Pryład
Mukaczewo-Pryład (ukr. Мукачево-Прилад, ros. Мукачево-Прибор) – przystanek kolejowy w miejscowości Mukaczewo, w rejonie mukaczewskim, w obwodzie zakarpackim, na Ukrainie. Leży na linii Lwów – Stryj – Batiowo – Czop.